# جيرهارد كريستوف فون كروغ
جيرهارد كريستوف فون كروغ (بالدنماركية: Gerhard Christoph von Krogh)‏ هو عسكري دنماركي وألماني، ولد في 10 أكتوبر 1785 في هادرسلف ‏ في الدنمارك، وتوفي في 12 أبريل 1860 في كوبنهاغن في الدنمارك.